# 小磯忠之輔
小磯 忠之輔（こいそ ちゅうのすけ、1856年（安政3年10月） - 1904年（明治37年）12月31日）は、日本の衆議院議員（弥生倶楽部）。弁護士。

## 経歴
新庄藩出身。1878年（明治11年）、栃木県師範学校を卒業し、小学校訓導を務めた。1884年（明治17年）、明治法律学校（現在の明治大学）を卒業し、代言人の業務に従事した。その他、両羽銀行顧問や三浦銀行顧問を務めた。
1893年（明治26年）12月22日、衆議院議員補欠選挙で当選。直後の12月30日、第5回帝国議会において衆議院が解散されたため、小磯の在任期間は9日間となった。衆議院事務局広報課によれば衆議院議員で最も短い在任期間である。

## 親族
- 小磯進 - 兄[2]。衆議院議員、内務官僚。
- 小磯國昭 - 甥[4]。陸軍大将・内閣総理大臣。